# Centeterus meridionator
Centeterus meridionator är en stekelart som beskrevs av Aubert 1959. Centeterus meridionator ingår i släktet Centeterus och familjen brokparasitsteklar. Inga underarter finns listade.